# Calle La Rioja (Tucumán)
La Calle Provincia de La Rioja es una calle de San Miguel de Tucumán, Tucumán, Argentina. Se extiende desde la calle Ángel Pisarello hasta la avenida 24 de septiembre, continuando hacia el norte como Calle Catamarca.

## Historia
La calle fue abierta con la expansión del área central de la ciudad en 1887, durante la intendencia de José Padilla. En el sitio de esta calle, se libró la Batalla de Tucumán y se construyó el fortín de La Ciudadela por orden del general José de San Martín. Durante el siglo XX se construyeron varios edificios emblemáticos, como la primera cancha de San Martín, el Hospital Padilla, el estadio Tucumán Central, la Escuela de la Patria, entre otros. En 2020 se realizó la pavimentación del tramo de la calle entre Magallanes y Olleros.

## Sitios de Interés
A lo largo de esta calle se desarrollan varios lugares de interés y emblemáticos:
- Hospital Ángel Cruz Padilla
- Escuela de la Patria Dr. Manuel Belgrano
- Escuela Nicolás Avellaneda
- Instituto Nicolás Avellaneda
- Estadio Tucumán Central
- Escuela Guillermo Griet
- Jardín Municipal Ardillitas